# Lijst van straten in Veenendaal
Dit is een lijst van straten in Veenendaal en hun oorsprong/betekenis.

## A
- Aalbes - aalbes, struik
- Aardbeivlinderstraat - aardbeivlinder; wijk Dragonder Noord
- Aardzwaluw - oeverzwaluw
- Acacialaan - acacia park- en laanboom
- Accustraat - accumulator
- Achterberglaan - Gerrit Achterberg, Nederlands dichter
- ‘t Achterhuis - Het achterste gedeelte van een huis, of achter een binnenplaats(je) gelegen (woon)gedeelte van een (boeren)huis (is ook bekend van het oorlogsdagboek van Anne Frank)
- 1e Achterkerkdwarsstraat - Vanuit de Markt gezien de eerste “gang” dwars op de Achterkerkstraat in de richting van het Omleidingskanaal.
- 2e Achterkerkdwarsstraat - tweede “gang”  volgorde vanuit de Markt gezien, dwars stond op de Achterkerkstraat in de richting van het Omleidingskanaal. In de volksmond ook Rottepad genoemd.
- Achterkerk - woningen “Achter de Kerk”.
- Achterkerkstraat - woningen “Achter de Kerk”.
- Achterstraatje -  de achterzijde van de panden aan de Lage Kant, later Schoolstraat, nu Hoogstraat, hebben uitgang op deze straat.
- Van Alphenstraat - Hieronymus van Alphen, 1746 - 1803. Nederlands dichter en literatuurtheoreticus
- Ambachtsstraat - ambacht als handwerk
- Van Amerongenerf - Gerrit van Amerongen (1924-1945) kwam om het leven in het Duitse concentratiekamp Mauthausen.
- Anjerstraat - anjer, plantensoort
- Anker - zwaar ijzeren werktuig om schepen aan de bodem vast te leggen
- Antennestraat - draad voor het ontvangen of uitzenden van elektro magnetische (radio)golven bij draadloze telegrafie, telefonie, televisie of radar.
- Appelvink - appelvink, broedvogel
- Arendstraat - Arend, vliegtuigtype Fokker F.XXXVI
- Margriet van Arkellaan - Margriet van Arkel, Vrouwe van de ridderhofstad Rhynesteyn aan de Kromme Rijn bij Cothen van 1361 - 1368. Zuster van Jan van Arkel, bisschop van Utrecht, 1346 - 1364. Hielp mee aan de verfraaiing van de Domkerk van Utrecht.
- Arkeneel - ronde of veelhoekige arkelachtige uitbouw van een vestingmuur of een kasteel. (ook:spietoren)
- Arsenaal -  magazijn of tuighuis van een vesting. Dichtbij ligt fort aan de Buursteeg en De Batterijen.
- Tobias Asserstraat - Tobias Asser, 1838 – 1913, Nederlands jurist en advocaat.
- Atalantapark - atalanta, vlindersoort
- Azalea - azalea, heestersoort.

## B
- Baardgras - baardgras, grassoort
- Bachlaan - Johann Sebastian Bach, Duits componist en organist.
- 1e Bakkerstraat - mogelijk naar een (koek)bakkerij. dwarsblok aan het Boveneind
- 2e Bakkerstraat - zie hierboven
- De Balk - Balken in oude boerderij. De straat behoorde voor 1973 tot de Buurtlaan-oost.
- Willem Barentszstraat - Willem Barentsz, ontdekkingsreiziger
- Van Barnevelderf - Martinus van Barneveld (1920-1944) kwam om het leven bij een beschieting te Wageningen. Willem van Barneveld (1888-1945) liet het leven in het Duitse concentratiekamp Buchenwald.
- Baronesselaan - vrouwelijke vorm van de adellijke titel baron.
- Bartokpad - Bèla Bartòk, 1881 - 1945; Hongaars componist en pianist.
- Bastion - ook bolwerk, uitspringend gedeelte van een vestingwal
- Beatrixstraat - Beatrix Wilhelmina Armgard (geboren 31 januari 1938), prinses van Oranje-Nassau, prinses van Lippe-Biesterfeld, sedert 1980 Koningin der Nederlanden. Oorspronkelijke naam was Boerscheland. (ook tussen 1942 - 1945)
- Van Beekerf - Hendrik van Beek (1925-1945) kwam om het leven bij een beschieting van Veenendaal. Jacobus Johannes van Beek (1926-1949) liet het leven tijdens zijn uitzending naar Nederlands Indië.
- beekmos - mossoort
- Beemdgras - grassoort
- W.C. Beeremansstraat - Willem Cornelis Beeremans, mede-oprichter van het Christelijk Werkliedenverbond Patrimonium
- Beethovenlaan - Ludwig van Beethoven, 1770 - 1827. Duits/Oostenrijks componist.
- Nicolaas Beetsstraat - Nicolaas Beets, 1814 - 1903. Nederlands schrijver en predikant.
- Beginstraat - Menachem Begin, 1913 – 1992, Israëlisch politicus en zesde premier van Israël (1977-1983).
- Benedeneind - lag ten opzichte van de kern van Veenendaal benedenstrooms. In de volksmond ook: ’t Zure Eind naar de zuurgraad van de grond.
- Bergvink - bergvink, vogelsoort, ook wel keep genoemd.
- Bergweg - dicht bij “De Berg” (de Utrechtse Heuvelrug) gelegen weg.
- Berkenzwam - Berkenzwam
- Berliozstraat - Hector Berlioz, 1803 - 1869. Frans componist en dirigent.
- Bessenvlinderstraat - bessenvlinder ook wel bonte of harlekijnvlinder
- Beukenlaan - boomsoort
- Beukenstuklaan - een uitsluitend met beuken beplant bosperceel op het landgoed Prattenburg.
- Beurtschip - een schip dat geregelde diensten voor goederenvervoer tussen bepaalde plaatsen onderhield.
- Bevrijdingslaan - einde van de Duitse bezetting in de periode van september 1944 tot mei 1945;
- Bezaan - achterste zeil op een driemaster.
- Bilderdijkstraat - Willem Bilderdijk, 1756 - 1831. Nederlands dichter en geleerde; De Bilderdijkstraat verandert bij de kruising met de De Savornin Lohmanstraat/Van Hogendorpstraat van naam in Dr. de Visserstraat.
- Bilzekruid - Bilzekruid, kruidachtige giftige plant uit de familie der nachtschadeachtigen.
- Binnenronde - wegenstelsel omsloten door een deel van de bebouwing aan de Dr. Colijnstraat, de Patrimoniumlaan, de Klaas Katerstraat, een zijde van het Dr. Slotemaker de Bruïneplein en van de Dr. Slotemaker de Bruïnestraat. Een deel van het wegenstelsel heeft aansluiting op de genoemde omringende straten.
- Bisschop Davidlaan - David van Bourgondië, Bisschop van Utrecht (1456 - 1496). Hij verleende towestemming tot het graven van de later naar hem genoemde Grift ter vervening van de Rhenense venen.
- Blankestijnhof - Petrus Hendrikus Blankestijn (1911-1943) werd in Amsterdam door of vanwege de bezetters neergeschoten
- Blauwgras - Blauwgras, grassoort
- Blekerij - blekeri als onderdeel van de voormalige Veenendaalsche Stoomspinnerij en Weverij N.V. De weg ligt op het vroegere fabrieksterrein.
- Bobinestraat - een bobine is de spoel van een inductieklos.
- Boegspriet - deel van een schip om het voormasttuig en ander touwwerk uit te houden en te steunen.
- Boeier - vaartuig
- Boekvink - vogelsoort, gewone vink
- Boekweitveld - bouwland, waarop boekweit wordt verbouwd.
- Boerenzwaluw - boerenzwaluw
- Boersche Land - “de (of een) boer z'n land”
- Boldermanhof - Frederika van de Bovenkamp-Bolderman (1890-1945) kwam om bij een beschieting van Veenendaal.
- Ferdinand Bolstraat - Ferdinand Bol, 1616 - 1680. Nederlands schilder en etser uit de Gouden Eeuw.
- Bomas - De familie Bomas is een vanouds in Veenendaal bekend geslacht.
- Godfried Bomansstraat - Godfried Bomans (1913-1971), Nederlandse schrijver.
- De Bongerd - perceel grond in de huidige wijk De Compagnie Oost.
- Bontekoestraat - Willem IJsbrantsz. Bontekoe, 1587 - ± 1630. Nederlands schrijver van reisverhalen.
- Boogschutter - sterrenbeeld, ook wel Schutter genaamd.
- Boompjesgoed - perceel grond gelegen ter plaatse van sportpark De Groene Velden.
- Boomvalk - boomvalk, roofvogel
- Bosbes - bosbes
- Boslaan - in 1832 bestonden veel percelen grond in de huidige wijken Boslaan e.o. en Petenbos uit bos, houtwallen en woest land.
- Bosmahof - Anne Bosma (1920-1940) sneuvelde bij de inval van de Duitsers als militair bij Moergestel.
- Bosmuislaan - bosmuis
- Boterbloemstraat - plantensoort
- Botter - vissersvaartuig botter
- Boutenspad - Peter Cornelis Boutens, 1870 - 1943. Nederlands dichter
- Boveneind -  bovenloop van de Boveneindse Grift, die het water afvoerde vanuit de Witte en Zwarte Eder Venen.
- Boveneindsepad -
- Van de Bovenkamperf - Aart van de Bovenkamp (1911-1940) sneuvelde bij de inval van de Duitsers als militair bij Wessem.
- Braam - braamstruik
- Brahmsstraat - Johannes Brahms, 1833 - 1897. Duits componist.
- Willy Brandtstraat - Willy Brandt, 1913 – 1992. Duits politicus.

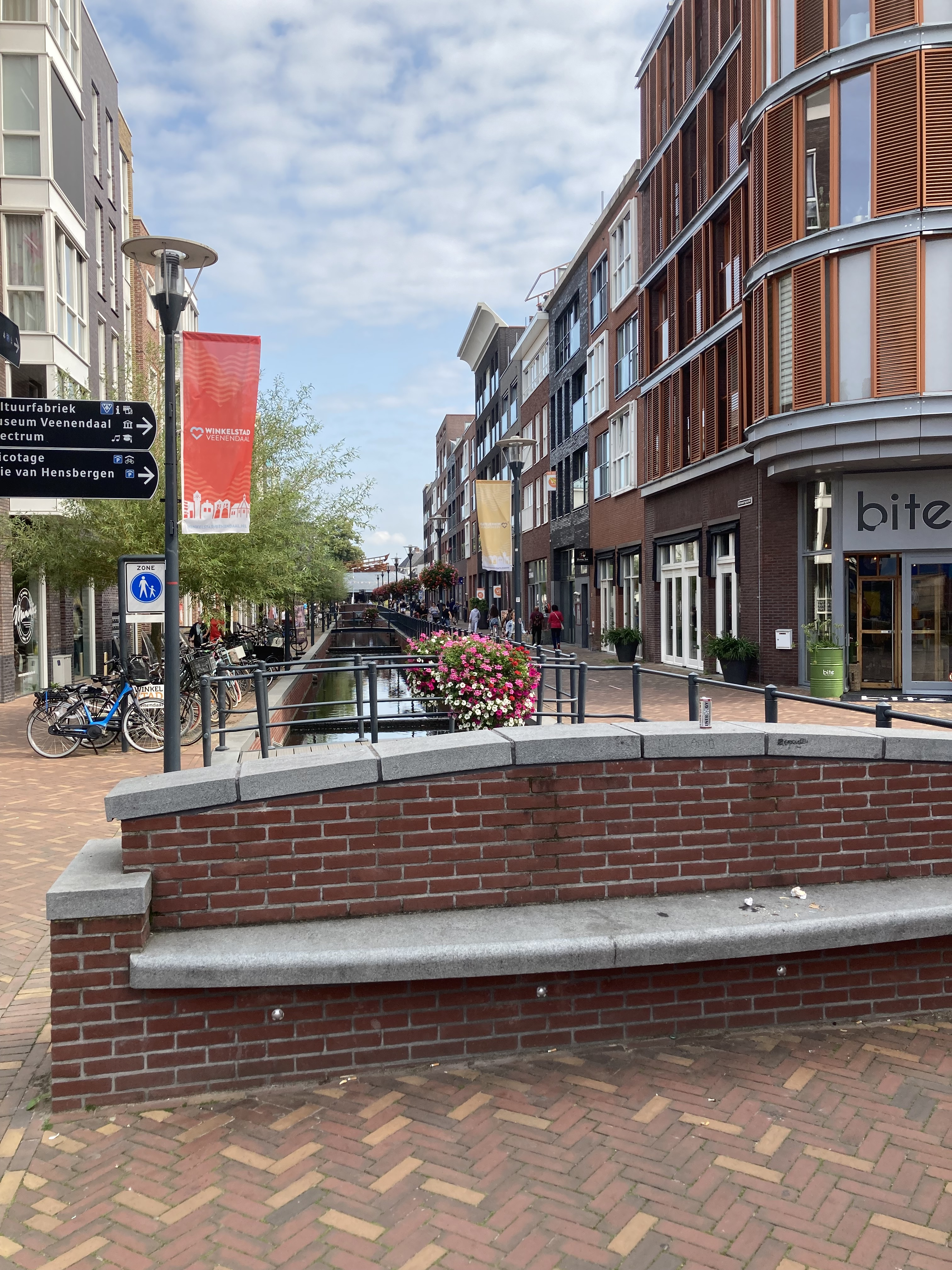
Brouwersgracht

- Brederodelaan - Gerbrant Adriaensz. Brederode, Nederlandse dichter.
- Breede Gang - liep vanaf de Achterkerkstraat zuidwaarts tot aan de zogenaamde Achterkerksche Grift, richting Duivenwal.
- Breukkruid - breukkruid
- De Brinken - perceel grond ten westen van de Groeneveldselaan, in het stadspark De Groene Velden.
- Brinkersteeg - richting de Brink
- Van de Brinkerf - Jacob van de Brink (1925-1947) liet het leven tijdens zijn uitzending naar Nederlands Oost-Indië.
- Bronmos - bronmos, mossoort
- Brouwersgracht - water langs het perceel grond De Brouwersweide.
- Brouwersstraat - perceel grond behorende bij de brouwerij.
- Brucknerpad - Anton Bruckner, Oostenrijks componist.
- Buddinghof - Jelis Budding (1904-1944) werd te Veenendaal neergeschoten als gevolg van een persoonsverwisseling.
- Buitenhuishof - Jacob Buitenhuis (1902-1945) stierf in het Duitse Brandenburg als dwangarbeider.
- Bunzinglaan - bunzing
- Anna van Burenhof - Anna van Buren was van 5 juli 1551 tot 24 maart 1558 echtgenote van Willem van Oranje.
- Van Buurenerf - Jacob van Buuren (1877-1945) stierf in het Duitse concentratiekamp Neuengamme. Jan van Buuren (1914-1945) liet het leven in het Duitse concentratiekamp Neustadt.
- Buurtlaan oost - Benedenbuurt.
- Buurtlaan west - Benedenbuurt
- Buurtsteeg - Benedenbuurt

## C
- Jan Campertweg - Jan Remco Theodoor Campert, 1902 - 1943. Nederlands letterkundige en dichter tijdens de Duitse bezetting (1940 - 1945); overleden in concentratiekamp Neuengamme.
- Camphuysenstraat - Dirk Raphaelsz. Camphuijsen, 1586 - 1627. Nederlands dichter en remonstrants predikant.
- Castor - een van de sterren in het sterrenbeeld Tweelingen (Castor en Pollux).
- Cavalerieweg -
- Cavansalaan - De Sigarenfabriek Cavansa
- Cederlaan - ceder
- Chopinstraat - Frédéric François Chopin, (1810-1849). Pools componist en pianist.
- Citadel -
- Citroenvlinderstraat - citroenvlinder
- Clematis - clematis
- De Clercqstraat - Willem de Clercq, (1795-1844).
- Dr. Colijnstraat - Hendrikus Colijn, (1869-1944)
- Componistensingel -
- Coniferenlaan - conifeer
- Coornhertpad - Dirk Volkertsz. Coornhert, (1522 - 1590). Nederlands dichter
- Copernicusstraat - Nicolaus Copernicus
- Corellistraat - Arcangelo Corelli
- Corridor - Corridor is de (van oorsprong Franse) benaming voor een doorgang binnen een gebouw ofwel gang. De straat van deze naam vormt inderdaad een (overdekte) doorgang van Kerkewijk naar de Passage.
- Da CostaPlein - Isaac da Costa, 1798 - 1860. Nederlands schrijver en dichter van joodse komaf.
- Da Costastraat - zie hierboven
- Creupelstraat - de Veenraden schrijven reeds op 9 augustus 1756 dat de veenraeden dat gedeelte van de Griffte in de Creupelstraat van het Verlaat tot aen de Kleijn Schutjesbrug nu ook nog eens lieten snijden.

## D
- Dagpauwooglaan - dagpauwoog, vlindersoort
- Dahliastraat - dahlia
- Dalkruid - dalkruid
- Dassenlaan - marterachtig landroofdier
- Davidsplein - zie: Bisschop Davidlaan.
- Davidsstraat - ligging in de onmiddellijke nabijheid van de Bisschop Davidsgrift”.
- Debussystraat - Claude Debussy, Frans componist.
- De Deel - gedeelte van de boerderij waarop ‘s winters de koeien stonden, ook  gebruikt als dorsvloer
- Aagje Dekenweg - Aagje Deken, Nederlands dichteres en schrijfster.
- Dennenlaan - boomsoort
- Dichterslaan - dichtkunst
- Diepenbrockdreef - Alphons Johannes Maria Diepenbrock, Nederlands componist
- Diepeveenheem - Matthijs Diepeveen (1923-1949) kwam om het leven tijdens zijn uitzending naar Nederlands Oost-Indië.
- Dieze - Dieze, een riviertje in Noord-Brabant.
- Van Dijkerf - Wessel van Dijk (1927-1945) kwam om het leven bij een explosie in De Klomp.
- Dijkhorstheem - Teunis Dijkhorst (1895-1945) werd door Duitse militairen gefusilleerd in zijn tuin.
- Dijkstraat - weg richting de Slaperdijk
- Dijkstraat-west
- Dillewijnen - veldnaam in het zuidelijke deel van de huidige wijk Dragonder. Mogelijk afgeleid van de familienaam Delwijnen, een doopsgezind Veenendaals geslacht.
- Dissel - onderdeel voor de besturing van een door dieren getrokken (boeren)wagen;
- Distelvink - distelvink
- Doddegras - doddegras
- De Doelen - de schietbaan van een schutterij
- Donge - Donge, een riviertje in Noord-Brabant.
- Donsvlinderstraat - donsvlinder
- Doornenburg - kasteel Doornenburg in het oostelijk deel van de Betuwe
- Van Doornerf - Adam Barend van Doorn (1887-1945) en Jan Alard Gerard van Doorn (1921-1945) stierven in het Duitse concentratiekamp Neuengamme. Gerrit van Doorn (1888-1945) stierf in het Duitse concentratiekamp Dessau/Rosslau en Wilhelmus van Doorn (1923-1945) in het Duitse concentratiekamp Grossz Laasch.
- (het) Dorp - Gelders Veenendaal, het Dorp.
- De Dorsvloer - het deel van de boerderij waarop het graan werd gedorst.
- Gerard Doustraat - Gerard Dou, Nederlands schilder
- Dragonderweg - veldnaam aan deze weg.
- Willem Dreeshof - Willem Drees, naoorlogs politicus.
- Driemaster - een schip met drie masten.
- Wilhelmina Druckerstraat - Wilhelmina Elisabeth Lensing, Wilhelmina Drucker, strijdster voor de intellectuele en politieke ontwikkeling van de vrouw.
- Duivenwal - langs de Kerkewijk stond vroeger een duiventoren op het Duivenweitje of Duivenweide;
- Duivenwal-west-
- Duivenweide - veldnaam
- Duizend Roeden - veldnaam in de huidige wijken Engelenburg en Het Ambacht, hoogstwaarschijnlijk ter grootte van 1.000 maal 14 m² (1 roede = 14 m²).
- Henri Dunantstraat - Jean Henri Dunant, 1828 – 1910, Zwitsers bankier, oprichter van het Internationale Rode Kruis.
- Van der Duyn van Maasdamstraat - A.F.J.A. Graaf Van der Duyn van Maasdam, Nederlands staatsman;
- Dwerggras - dwerggras
- Dynamostraat - toestel waarin elektrische energie wordt opgewekt.

## E
- Ebbenhorst - Peter Gijsbertsz. van Ebbenhorst was in 1566 de eerste schoolmeester en koster in Veenendaal.
- Edelmanlaan - Edelman was een sigarenmerk, gevoerd door een van de kleinere sigarenfabrieken in Veenendaal.
- Edelvalk - edelvalk
- Eekhoornlaan - eekhoorn
- Eekwal - een smalle verhoging in het land, waarop eikenhakhout wordt geteeld voor de winning van de schors
- De Eendracht - naam van een coöperatieve winkel, opgezet door voornamelijk werknemers van de Gebr. Van Leeuwens Hollandia Wol- en Kousenfabrieken. De Eendracht stond aan het Verlaat.
- Eenvoudlaan - De Gelders-Veenendaalse Woningbouwvereniging De Eenvoud
- Egellaan - insecteneter egel
- Eikenlaan - boomsoort eik
- Einsteinstraat - Albert Einstein, Zwitsers theoretisch fysicus
- Electronenstraat - elektronen, elementaire deeltjes
- Elgarpad - Edward William Elgar, Brits componist en dirigent.
- Elleboogscheweg - waarschijnlijk afgeleid van de naam Hondzenelleboog. Zie: Dijkstraat.
- Emmalaan - Adelheid Emma Wilhelmina Theresia, prinses van Waldeck-Pyrmont, Koningin der Nederlanden door huwelijk met koning Willem III, moeder van prinses Wilhelmina, in de volksnaam ook: Schuldsteeg.
- Emmerschans - een oud verdedigingswerk gelegen ten oosten van Emmen.
- Energiestraat - energie of kracht
- Engelaanhof - Jacob Engelaan (1905-1944) werd te Apeldoorn gefusilleerd vanwege zijn verzetsdaden.
- Engelsche Stad - naam uit de volksmond: waarschijnlijk naar de Engelse onderdirecteur van de Veenendaalsche Stoomspinnerij en Weverij. Door de Veenendalers werd beschouwd als de eigenaar van de woningen die voor of door de VSW zijn gebouwd.
- Engelse Werklaan - een tegenover het kasteel Prattenburg aan weerszijden van de Cuneraweg gelegen bosgedeelte, dat is aangelegd in de Engelse landschapsstijl.
- Erasmusstraat - Desiderius Erasmus, Nederlands humanistisch geleerde, filosoof en theoloog.
- Ereprijs - bloemengeslacht
- Essenberg - een aan de Munnikenweg gelegen aanzienlijke boerderij.
- Van Essenlaan - Van de Joodse familie Van Essen kwamen in Duitse vernietigingskampen om: Abraham Levie van Essen (1862-1944), Elly Vera Louise van Essen (1926-1943), Leenhart Herman van Essen (1894-1943) en Veronie Suze Carola van Essen (1928-1943) allen te Auschwitz. Simon Levie van Essen (1865-1943) en Rachel Julia van Essen-Lopes de Leao Laguna (1891-1943) stierven beiden te Sobibor.
- Everlaan - ever, wild zwijn

## F
- Faberhof - Josephus Johannes Cornelis Faber (1923-1944) stierf in het Duitse Berlijn als dwangarbeider.
- Karel Fabritiusstraat - Carel Fabritius, Nederlands schilder
- Faunalaan - diersoort
- Fitis - fitis, zangvogel
- Govert Flinckstraat - Govert Flinck, Nederlands schilder
- Floralaan - de gezamenlijke bloemen- en plantensoorten.
- Fluiterspad - in de volksmond wel Hotselsteeg of Hutselsteeg genoemd. Een bedieningsweg vanuit de Fluitersstraat naar de achterzijde van een deel van de panden aan de Hoofdstraat.
- Fluitersstraat - familie De Fluiter.
- Fluvia - een oude benaming van een van de landstreken van Nederland, waarschijnlijk de Betuwe.
- Fluweelmos - matvormige mossoort
- Fokkerstraat - Anthony Fokker, luchtvaartpionier en vliegtuigbouwer.
- Fokkeschoot - het touw, waarmee de fok wordt bediend
- Framboos - framboos
- Franjezwam - zwamsoort
- Frederik Hendrikstraat - Frederik Hendrik van Oranje
- Fregat - scheepstype
- Frisia - De Frisia Wolspinnerij, voorheen de Machinale Sajetfabriek D. van Woudenberg, stond aan de Kerkewijk, waar nu het Theater De Lampegiet staat
- De Fuikenweide - een perceel grond, tussen de huidige natuurreservaten De Blauwe Hel en De Hel.

## G
- Gaasbeekheem - Willem Gaasbeek (1930-1945) kwam om het leven bij een explosie in De Klomp.
- Galileistraat - Galileo Galilei, Italiaans natuur- en sterrenkundige.
- Galjoen - galjoen, groot, zeilend oorlogsschip
- Gangboord - smalle loopplaats aan de binnenzijde langs het scheepsboord
- Van Garderenerf - Melis Jan van Garderen (1926-1941) kwam om het leven bij een munitieongeval in Wageningen.
- Geerseweg - vanaf de Korte Molenstraat tot aan de hoek bij de boerderij De Geer; de naam is ontleend aan die van de boerderij ofwel aan de vorm van het stuk grond, waarlangs de weg liep.
- ’t Gelderland - liep op de grens van Stichts en Gelders Veenendaal
- De Geldersche Waag - De Gelderse Waag uit 1789 stond niet op de plaats van dit huidige hofje maar tegenover de Julianakerk. Stichts en Gelders Veenendaal hadden ieder een waag.
- Gelderselaan - werd voor de Gelders-Veenendaalse Prins Bernhardlaan gebruikt tijdens de oorlogsjaren 1942 – 1945.
- Aart de Gelderstraat - Aart de Gelder, Nederlands schilder
- Gele Rijderspad - Gele rijder is een volksnaam voor het Korps Rijdende Artillerie, te danken aan de gele delen van het gala-uniform.
- Generatorstraat - generator voor het opwekken van elektrische stroom
- Gersteveld - akker waarop gerst (een graansoort) wordt verbouwd.
- Ghandistraat - Mohandas Gandhi, Leider van de onafhankelijkheidsbeweging in India. In Veenendaal ten onrechte als Ghandi geschreven.
- Gierzwaluw - gierzwaluw
- Gildetrom - de trommel van een gilde, waarmee de tamboer het gilde opriep voor diensten of voorging tijdens een mars.
- Van Ginkelerf - Hendrik Ginkel (1922-1944) stierf als dwangarbeider in het Duitse Zöschen. Roelof van Ginkel (1900-1945) liet het leven in het Duitse concentratiekamp Neuengamme.
- Gladiolenstraat - gladiool
- ‘t Goeie Spoor - reactivering van de spoorlijn Utrecht - Rhenen.
- Galjoen - Een met één riem staande geroeid vaartuig
- Gorterpad - Herman Gorter, Nederlands dichter.
- Gortsteeg - Mogelijke verbastering van Goorsteeg. De Gortsteeg liep, van het Groote Veenloo naar het moerassige deel van Veenendaal. Een andere naam voor moeras is goor.
- Gortstraat - in de volksmond vroeger ook Papsteeg.
- Goudmos - mossoort goudkorrelmos
- Goudsbloemstraat - goudsbloem
- Goudvink - goudvink
- Gouverneurslaan - naam van een landvoogd of een provincie- of soms ook stadsbestuurder.
- Gouwe - Gouwe, een riviertje in Zuid-Holland.
- Jan van Goyenstraat - Jan van Goyen Nederlands schilder
- Grasmus - grasmus
- Graspieper - graspieper
- Gravinnelaan - vrouwelijke graaf
- Grebbeweg - De Bisschop Davidsgrift wordt ook wel Grebbe genoemd. De weg loopt evenwijdig aan de Grift.
- Grenadiersweg - grenadier, een keursoldaat, speciaal geoefend in het werpen van (hand)granaten;
- Griegstraat - Edvard Hagerup Grieg, Noorse componist
- Groen van Prinstererstraat - Guillaume Groen van Prinsterer, Nederlands staatsman, jurist en historicus;
- Groene Woud - Het Groene Woud was het gedeelte van de huidige Zandstraat tot aan de Wilhelminastraat waaraan destijds de panden van de N.V Koninklijke Sajet- en Vijfschachtfabriek v.h. Wed. D.S. van Schuppen (de Scheepjeswolfabriek) stonden en waar zich nu de Scheepjeshof bevindt.
- Groene Zoom - gebiedsnaam.
- Groenelaan - voorheen in de volksmond Groenewegje, waarschijnlijk naar de toen nog groene omgeving.
- Groeneveldselaan - naam van een perceel grond, in de huidige wijk Het Ambacht en het sportcomplex De Groene Velden.
- Groenewegje - zie Groeneweg
- Groenvink - groenvink, een andere naam voor de groenling
- Hugo de Grootstraat - Hugo de Groot Nederlands jurist, theoloog, classicus, historicus, staatsman en diplomaat.
- Grootveldlaan - Grootveld was de andere naam, die voor het landgoed Prattenburg werd gebruikt in de vijftiende eeuw.
- Grote Beer - sterrenbeeld
- De Grote Pekken - naam van een perceel grond, gelegen in de huidige Schrijverswijk. Vroeger liep langs dit perceel de zogenaamde Pekke(n)sloot. Later bestond er ook een blok arbeiderswoningen, dat Het Pekke(n)blok werd genoemd.
- Grutterstraat - Een doodlopend zijstraatje naar de nabijheid van de coöperatieve winkel De Eendracht.

## H
- Haarmos - mossoort
- Frans Halslaan - Frans Hals, Nederlands schilder
- Händellaan - Georg Friedrich Händel, Engels componist
- Handjesgras - handjesgras
- Van Hardevelderf - Cornelis van Hardeveld (1900-1945) werd wegens zijn verzetsdaden te Utrecht gefusilleerd. Hendrikus van Hardeveld (1903-1945) kwam door oorlogshandelingen te Veenendaal om het leven.
- Haspel - Deze wijk of watergang liep aanvankelijk in zuidelijke richting maar boog na ongeveer 200 meter naar het westen en had een enigszins bochtig verloop wat ertoe leidde, dat dit buurtje De Haspel ging heten.
- Haverveld - akkerland, waarop haver wordt verbouwd.
- Havikhorst - Reijer van Havikhorst vestigde zich, met gezin, vóór 1700 in Veenendaal. Hij kwam uit Scherpenzeel. Er is verwantschap met geslachten Vonk en Hardeman.
- Haydnstraat - Franz Joseph Haydn, 1732 - 1809. Oostenrijks componist.
- Hazelaar - plantensoort
- Heelkruid - heelkruid
- Mr. Heemskerkstraat - Mr. Theodorus Heemskerk, 1852 - 1932. Nederlands anti-revolutionair staatsman en jurist; lid van de Tweede Kamer;
- Heermoes - heermoes onkruid; wordt ook hermoes of heringmoes genoemd.
- Abraham Heetveldlaan - Abraham Heetveld is een bosperceel van die naam op het landgoed Prattenburg. Werd waarschijnlijk genoemd naar een arbeider in dienst van de landheer.
- Heiveldweg - veldnaam
- Helling - liep enigszins naar beneden.
- Bartholomeus van der Helststraat - Bartholomeus van der Helst, Nederlands schilder
- Hensburgergang - in 1700 is er sprake van de Hensburger ganck, waarschijnlijk gelegen tussen Zandstraat en Nieuweweg
- Hensenhof - Antonie Hensen (1925-1949) kwam om het leven tijdens zijn uitzending naar Nederlands Oost-Indië. Hendrikus Hensen (1923-1944) stierf als dwangarbeider in het Duitse Spergau.
- Herautenweg - heraut,
- Hermelijnlaan - hermelijn
- Hertogenlaan - meervoud van hertog
- De Heuvel - ligging op een van de flanken van de zogenaamde Molenpol.
- De Hilt - Naam van de zoldering, dikwijls van losse planken, boven een veestal.
- Meindert Hobbemastraat - Meindert Hobbema, Nederlandse schilder uit de Gouden Eeuw,
- Hofstede - benaming voor hoeve of boerderij.
- Van Hogendorpstraat - Gijsbert Karel van Hogendorp, Nederlands staatsman;
- Hollandia - Hollandia Tricotagefabriek, die voorheen op deze zelfde locatie was gevestigd.
- ‘t Holle Goed - perceel grond in de huidige Industriewijk Nijverkamp.
- Holleweg - aan de rand van een restant van een stuwwal, vroeger het Grote Veenlo genaamd; Holle wegen liggen lager dan het omringende land.
- Homoet - Michiel Homoet, uit Amsterdam, vestigde zich vóór 1670, met zijn gezin in Veenendaal. Er is verwantschap met de Veenendaalse families Hensburg en Verburg.
- Hondzenelleboog (ook: Hondsenelleboog, Hondzenelboog of Hondsenelboog) Hont is een landmaat; met elleboog wordt hier een kromming bedoeld. Hondzenelleboog betekent dus waarschijnlijk: een haakvormig stuk land ter grootte van een hont (ofwel 100 roeden = 1400 m²).
- Honingzwam - honingzwam
- Hoochbeen - oud Veenendaals geslacht.

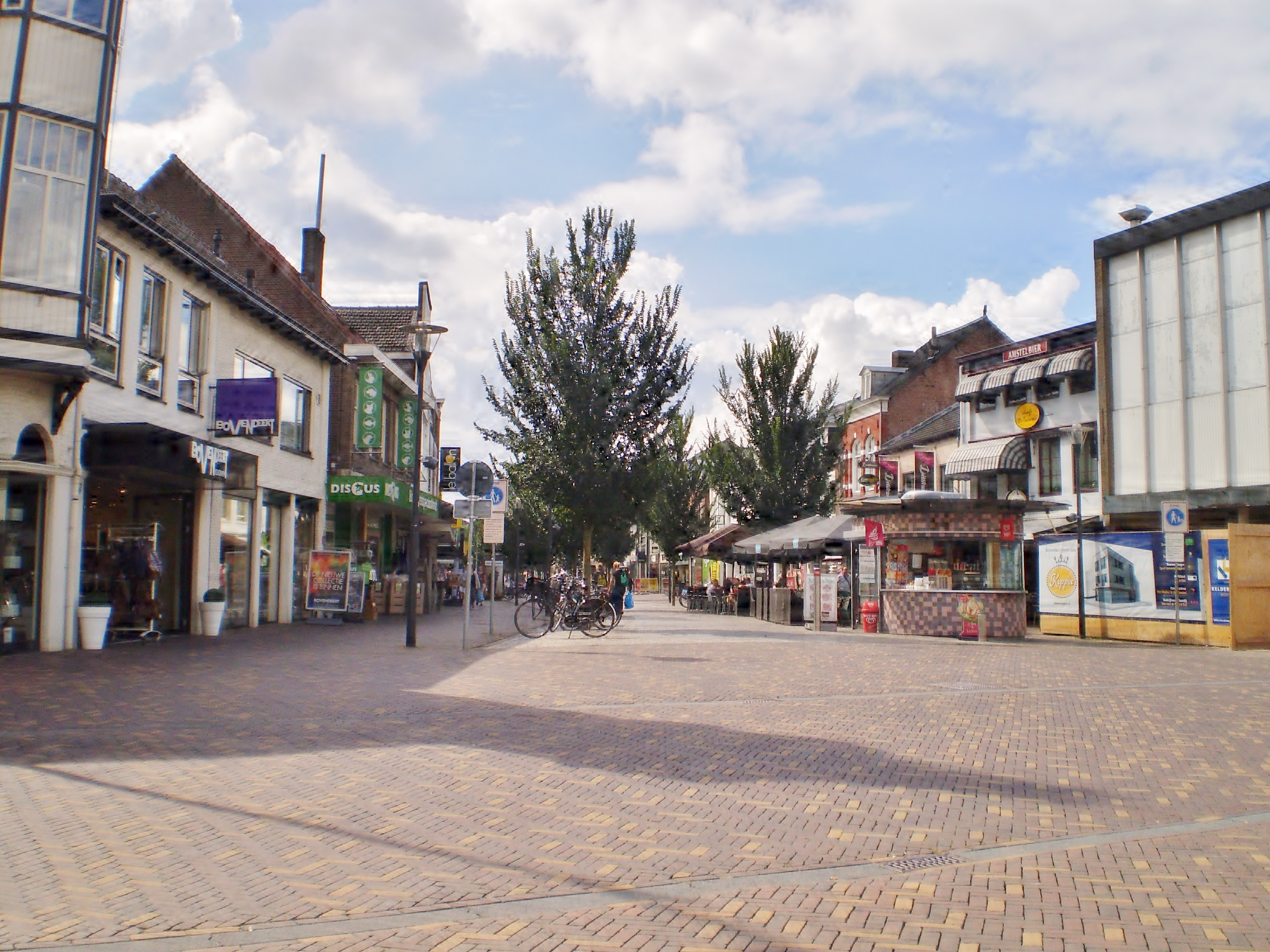
Hoofdstraat

- Hoofdstraat - voornaamste straat van Veenendaal.
- Hooge Kant - hoge kant van de Grift.
- Hoornzwaluw - zwaluwsoort
- Hootsenheem - Aalbert Hootsen (1926-1949) kwam om het leven tijdens zijn uitzending naar Nederlands Oost-Indië.
- Hortensia - hortensia
- Hotselsteeg/Hutselsteeg - De Fluitersstraat droeg al in 1700 de naam Hotsel- of Hutselsteeg.
- Cornelis de Houtmanstraat - Cornelis de Houtman, was leider van het handelsgedeelte van de “Eerste Schipvaart” van de Nederlanders naar Oost-Indië.
- Houtvesterlaan - Houtvester is de naam van de beambte, belast met de zorg voor het bos of de bossen van een landheer en de handhaving van diens jacht- en bosrecht.
- Houtwal - een met kreupelhout begroeide smalle terreinverhoging.
- Hovystraat - Willem Hovy, 1840 - 1915. Bier- en azijnfabrikant te Amsterdam, mede-oprichter van het Algemeen Werkliedenverbond “Patrimonium”.
- Huneschans - verdedigingswerk.
- Van Hunnikerf - Dirk Jan van Hunnik (1928-1949) kwam om het leven tijdens zijn uitzending naar Nederlands Oost-Indië.
- Hunze - Hunze, riviertje in Drenthe
- Huzarenpad - huzaar

## I
- Inductorstraat - inductor, toestel om sterke elektrische inductiestromen op te wekken
- Industrielaan - toegang tot het industrieterrein.

## J
- Jachtvalk - een voor de jacht afgerichte vogel.
- Aletta Jacobslaan - Aletta Jacobs, Pleitte voor meer aandacht voor de vrouw en zette zich in voor vrouwenkiesrecht
- Jagerspad - militair
- Jasmijn - jasmijn
- Jol - vaartuig
- Jufferswijk - waarschijnlijk genoemd naar Margaretha van Culemborg (1528-1608), erfdochter van Renswoude, Emmikhuizen, Alkemade, Rijnzaterswoude en De Lier
- Julianastraat - Koningin Juliana der Nederlanden van 1948 – 1980.

## K
- Kaardenbol - kaardenbol, plantensoort
- Kajak - eenpersoonsvaartuig
- Kalanderij - afdeling voor het glanzend maken van de textielproducten van de voormalige Veenendaalsche Stoomspinnerij en Weverij N.V.
- Kamgras - kamgras
- Kamperfoelie - kamperfoelie
- Kampjesweg - veldnaam
- Kanaalweg - evenwijdig aan het Omleidingkanaal.
- Kantmos - kantmos
- Karveel - klein, snel zeilschip
- Kastanjelaan - kastanje
- Kastanjestraat
- Klaas Katerstraat - Klaas Kater, mede-oprichter van het Christelijk Werkliedenverbond Patrimonium
- Frida Katzstraat - Cornelia Frida Katz, 1885 - 1963. Lid van de Vrouwenbeweging
- Kazemat - kazemat
- Kerkepad - voorheen ‘t Steegje
- Kerkewijk - wijk ofwel weteringlangs de kerk aan de Markt.
- Kerklaan - kwam uit tegenover de voormalige R.K. Salvatorkerk.
- Kerkstraat -
- Kernreactorstraat - kernreactor
- Ketelweg - perceelnaam De Ketelstaart langs de vuilnisstortplaats.
- Keucheniusstraat - Levinus W.C. Keuchenius, 1822 - 1893. Nederlands politicus.
- Kikstraat - Cornelis Kik (1926-1945) stierf in het Duitse concentratiekamp Neuengamme.
- Martin Luther Kingstraat - dominee Martin Luther King
- Kinkelenburg - een jachtslot van de hertogen van Gelre in Bemmel. Dit voormalige jachtslot is in gebruik als gemeentekantoor Lingewaard.
- Klaproos - klaproos
- Kleijerstraat - Willemijntje Versteeg-Kleijer (1917-1945) kwam door oorlogshandelingen te Veenendaal om het leven.
- Klein Rog - traditioneel broodje of gebak dat ten tijde van de Ossenmarkt werd gebakken. Herinnert aan de voormalige brood- en koekbakkerij van Van Kooten.
- Klein Schutje - sluisje (schut) in de Bisschop Davidsgrift
- Kleine Beer - sterrenbeeld
- Kleine Geerseweg - boerderij De Kleine Geer. Het perceel grond waarlangs de weg liep had een gerende (scheef) vorm.
- De Kleine Pekken - perceelnaam in de Schrijverswijk.
- Klemstraat - Arend Klem (1926-1945) kwam om het leven in het Duitse concentratiekamp Wöbbelin.
- Adriaan P. de Kleuverstraat - Adriaan P. de Kleuver (1911-1980) is een Veenendaler. Hij maakte zich verdienstelijk op het gebied van archeologie, genealogie, historie en folklore. Publiceerde over de geschiedenis van Veenendaal en omgeving.
- Klipper - klipper
- Klipzwaluw - tropische gierzwaluw
- Klompersteeg - naar de buurtschap De Klomp in de gemeente Ede.
- Klovenier - klovenier, de hanteerder van een vuurwapen.
- Koenestraat - Willem Koene (1926-1945) verloor het leven te Veenendaal in een vuurgevecht tegen SS-militairen.
- Koesteeg - verbinding tussen de Cuneraweg (Rhenen) en de Verlengde Spoorlaan.
- Koetserstraat - De Joodse Anna Koetser (1869-1943) kwam om in het Duitse vernietigingskamp Sobibor.
- ‘t Koetshuis - koetshuis
- ‘t Kofschip - zeilschip
- Kogge - kogge, scheepstype
- Kompas - kompas
- Konijnenlaan - konijn
- Koninginnelaan - regerende vorstin
- Koningsschot - schot waarmee een schutter koning ofwel kampioen van een gilde wordt.
- Kooiweg - eendenkooi tussen de Emmikhuizerberg en de huidige Nieuweweg-noord.
- Van Kootenerf - Johannes van Kooten (1924-1945) kwam om het leven bij een beschieting van Veenendaal.
- Koraalzwam - zwammensoort
- De Korenbeurs - voormalig hotel-restaurant De Korenbeurs bij de toegang van de Markt tot de Kerkewijk
- Korenbloemstraat - korenbloem
- Korte Dreef - landweg tussen bouw- of weilanden
- Korte Molensteeg - Stichtse Molen op de molenpol.
- Korte Molenstraat - naar Stichtse Molen
- Kostverloren - vroegere een vaart in zuidwaartse richting vanaf de Grift.
- Kousenweg - N.V. Hollandia Wol- en Kousenfabriek v.h. Gebroeders Van Leeuwen langs deze fabriek.
- Kozakkenweg - kozak;
- Krantstraat - De Joodse Veronica Vrij-Krant (1909-1944) kwam in het Duitse vernietigingskamp Auschwitz om het leven.
- Bernard van Kreelpoort - Bernardus van Kreel (1865-1922) was een Veenendaalse aannemer/architect. Gebruikte vaak elementen uit de jugendstil en de art nouveau.
- Krouwellaan - veldnaam De Krouwel
- Kruisbek - kruisbek, vinkensoort
- Kruisboog - kruisboog; De straat heette oorspronkelijk Vuurslag
- Kruiser - vaartuig
- Krulmos - mossoort
- Krulmos - mossoort
- Mina Krusemansingel - Mina Kruseman, een van de eerste vrouwen uit de Nederlandse vrouwenbeweging.
- Dr. Kuyperstraat - Abraham Kuyper, Nederlands staatsman, theoloog en journalist.

## L
- Laan der Techniek - handwerk of de kunst iets tot stand te brengen.
- Lage Kant -
- Gerard de Lairessestraat - Gerard de Lairesse, Nederlands schilder en etser
- De Lamme Gang - de Lammen ganck was een zijstraatje van de Weverstraat.
- Landjuweel - benaming voor de prijs bij wedstrijden van met name rederijkersgilden;
- Het Lange Dijkje - vroeger het gedeelte van het Panhuis tussen de aansluiting van het Omleidingskanaal op de Grift bij de bruggetjes en het Armenblok bij het Ruisseveen.
- Lange Dreef - vanaf het Ronde Erf in noordelijke richting lopend tot aan de Grote Beer
- Lange Vore - ploegvore
- Langelaar - geslacht dat aan de ontwikkeling en groei vanVeenendaal dorp heeft bijgedragen.
- Lansiersweg - lansruiter
- Larikslaan - lariks
- Lavendel - lavendel
- Leeuwerik - leeuwerik
- Lehárstraat - Franz Lehár, Oostenrijks/Hongaars componist.
- J.P.C. Leinweberstraat -  J.P.C. Leinweber, van 1906 tot 1936 directeur van de N.V. Koninklijke Sajet en Vijfschachtfabriek v/h. Wed. D.S. van Schuppen, ook bekend als de “Scheepjeswol”fabriek.
- Leliestraat - lelie
- Lemoen - de disselboom met twee armen waartussen een paard of ander trekdier voor een wagen wordt gespannen.
- Leverkruid - leverkruid
- Van Limburg Stirumstraat - Leopold Graaf van Limburg Stirum, Nederlands staatsman; had als lid van de Hollandse ridderschap zitting in de Provinciale Staten en in de Eerste Kamer.
- Limburgia - verlatijnste vorm van Limburg
- Lindenlaan - lindeboom
- Linge - riviertje dat door de Betuwe stroomt.
- Linnaeuslaan - Carl Linnaeus, Zweedse natuuronderzoeker en arts
- Lombok - eiland Lombok
- Lombokstraat -
- Longkruid - longkruid
- Van de Loosdrechterf - Janus van de Loosdrecht (1908-1945) werd te Utrecht gefusilleerd wegens verzetsdaden.
- Lorentzstraat - Hendrik Antoon Lorentz, Nederlands fysicus.
- Luikenschans - verdedigingswerk in het Salland
- Lunenburg - Kasteel Lunenburg aan de Langbroekerwetering.
- Lunet - deel van een vestingwerk; ook wel ravelijn of halve maan genoemd.

## M
- Maanderbroekweg - buurtschap Manen, Maanen of Maene waarlangs het riviertje de Kromme Eem liep. Een broek verwijst naar laag, langs rivieren of beken gelegen drassig land, dat 's winters onder water staat.
- Maanderbuurtweg - buurtschap Manen tussen Ede en Veenendaal
- Maartvlinderstraat - vlindersoort
- MacBridestraat - Sean MacBride, Iers politicus en  voorzitter van Amnesty International
- Van Maerlantstraat - Jacob van Maerlant, Vlaams schrijver
- Magnolia - magnolia
- Mahlerpad - Gustav Mahler, 1Boheems-Oostenrijks componist.
- De Manhof - Johannes de Man (1916-1943) kwam in het Duitse concentratiekamp Natzweiler om het leven.
- Van Manenerf - Albertus van Manen (1913-1945) werd tijdens de zogenaamde spertijd te Veenendaal geëxecuteerd. Johannes van Manen (1926-1946) verloor het leven tijdens zijn uitzending naar Nederlands Oost-Indië.
- Markiezenhof - adellijke titel.
- Markt - het “merctvelt” werd al in 1562 genoemd.
- Marshallstraat - George Catlett Marshall, Amerikaans militaire leider en staatsman.
- Marsmanlaan - Hendrik Marsman, Nederlands dichter, proza- en romanschrijver.
- Marterlaan - marter
- Mauritsstraat - Maurits van Oranje, Prins van Oranje, zoon van Willem van Nassau.
- Meentdijk - gemeenschappelijke weidegrond ten zuidoosten van Veenendaal
- Meesvink - meesvink
- Meivlinderstraat - vlindersoort
- ‘t Melkhuis - gedeelte van een boerderij waar gemolken wordt
- 1e Melmseweg - In het Middelnederlands betekende melm: droge aarde, stof of molm.
- 2e Melmseweg - hoorde vóór 1 januari 1960 tot de gemeente Renswoude
- Lucretia van Merkenlaan - Lucretia Wilhelmina van Winter-van Merken, Nederlands dichteres en toneelschrijfster
- Methorstheem - Cornelis Methorst (1900-1940) kwam te Jutphaas om het leven bij een bombardement.
- Gabriël Metsulaan - Gabriël Metsu, Nederlands schilder uit de Gouden Eeuw.
- Meurshof - Willem Hendrik Meurs stierf aan een ziekte opgelopen in het Duitse concentratiekamp Bergen-Belsen of Neuengamme.
- Middelbuurtsepad - buurtschap, in de volksmond vaak de Millebuurt
- Middelbuurtseweg - weg van ten noorden van de overgang in de spoorlijn Amersfoort-Kesteren tot de grens van de gemeente Rhenen.
- Middellaan - vanaf de Kerkewijk en eindigende bij het woonwagenkamp op hoek Middellaan - Brinkersteeg
- Mispel - mispelboom
- Moeder Theresastraat - Agnes Gonxha Bojaxhi, Albanese die in Calcutta de Orde van de Missionarissen van Naastenliefde stichtte.
- Moederkruid - moederkruid
- Moerasmos - moerasmos
- Moerschans -
- Moleculenstraat - molecule
- Molenbrug - vroegere brug aan de rechterzijde van de huidige Zandstraat: de brug over de grift tussen toen de Korte Molensteeg en de Gortsteeg.
- Molensteeg - vroegere Stichtse molen op de Molenpol. Het hellinggedeelte werd in de volksmond wel de Hucht genoemd, het hoogste deel heette de Molenpol
- Molenstraat - zie Molensteeg.
- De Monding - uitstroom van een rivier
- Monte Christolaan - Veenendaals sigarenmerk Monte Christo
- Thomas Morestraat - Thomas More, Engels geleerde, humanist en staatsman.
- Morgenster - bijnaam van de planeet Venus
- Mozartdreef - Wolfgang Amadeus Mozart, Oostenrijks componist
- Mulderslaan - de Nieuwe Molen staat.
- Munnikenschans -
- Munnikenweg - Karthuizermonniken van het klooster Nieuw Licht buiten Utrecht. Zij waren de eigenaren van zowel (een deel van) de Emmikhuizerberg als de zandheuvel het Groote Veenloo (de Vendel).
- Muurzwaluw - gierzwaluw.

## N
- Nachtegaal - nachtegaal
- Nachtpauwooglaan - nachtpauwoog, bruingrijze nachtvlinder
- Nachtzwaluw - nachtzwaluw
- Nagelkruid - nagelkruid
- Nansenstraat - Fridtjof Nansen, Noors wetenschapper, poolreiziger en oceanograaf.
- Narcisstraat - narcis
- Jan van Nassaulaan - Jan van Nassau (bijgenaamd De Oude)
- Stadhouderslaan - Lodewijk van Nassaustraat
- Newtonstraat - Isaac Newton Engels wis- en natuurkundige.
- Nieuweweg - volgde oorspronkelijk voor een groot de grens tussen Utrecht en Gelderland.
- Nieuweweg Noord
- Nijhofflaan - Martinus Nijhoff, Nederlands dichter, taal- en letterkundige
- Nijverheidslaan - op industriewijk
- Nobelstraat - Alfred Nobel, Zweeds scheikundige en industrieel.
- Noorderkroon - sterrenbeeld Noorderkroon
- Nordenheem - De Joodse Henni Sophia Norden (1923-1943) kwam om het leven in het Duitse vernietigingkamp Sobibor.

## O
- Oeverzwaluw - oeverzwaluw
- Oleander - oleander
- De Omloop - om molen De Vriendschap
- Van den Oosterkamperf - Steven van den Oosterkamp (1902-1944) kwam als dwangarbeider bij een bombardement om in het Duitse Frankfurt am Main.
- Oranjestraat - Het huis Van Oranje
- Orion - sterrenbeeld Orion
- Adriaen van Ostadelaan - Adriaen van Ostade Nederlands schilder
- Otterlaan - otter, roofdier
- Oude Geerseweg - restant Geerseweg
- Oudeveen - Oud Veenendaals geslacht
- Het Overslag - veldnaam

## P
- Paddestoelenlaan
- Paganinistraat - Nicolò Paganini, Italiaans componist
- Elizabeth van Pallaesstraat - Elizabeth van Pallaes (overleden in 1583). Vrouwe van Sandenburg aan de Langbroekerwetering, dat zij in 1577 erfde.
- De Palmen Grift - veldnaam Het Palmen Grift gaat uit van de familienaam Palm.
- Pampagras - pampagras
- Panhuis - Het Pannen Huys was een met dakpannen gedekte bierbrouwerij
- Panhuizerweg - naar het Panhuis
- Panterpad - sigarenfabriek H. en J. van Schuppen Panter voerde onder andere de merken Panter en Tijger.
- Papsteeg - (scheld)naam voor De Gortstraat, eerder Gortsteeg
- Parallelweg - parallel aan spoorlijn naar Amersfoort
- Parelgras - parelgras
- Parklaan -
- Passage - doorgang en winkelgalerij tussen de Hoofdstraat en Raadhuisplein
- Patrijspoort - rond glazen raampje
- Patrimoniumlaan - Nederlandsch Werkliedenverbond (en de woningbouwvereniging) Patrimonium.
- Peermos - peermos
- Pelikaanstraat - Fokker XVIII-KLM- toestel, naar de laatste letter van het registratiekenteken PH-AIP Pelikaan genoemd
- Petenbos - Petenbosch, waarover ook de Boslaan voerde
- De Pionier - Veenendaals geslacht
- Petrus Planciusstraat - Petrus Plancius, Nederlands predikant, geograaf, cartograaf en zeevaartkundige;
- Planckstraat - Max Karl Ernst Ludwig Planck, Duits theoretisch fysicus.
- Plantagelaan - tabaksplantage
- Plesmanstraat - Albert Plesman, Mede-oprichter en directeur van de Koninklijke Luchtvaart Maatschappij (KLM)
- Ploegschaar - deel van een ploeg
- Bart Poesiatstraat - Bart Poesiat, 2e president van de Christelijke Werkliedenvereniging Patrimonium te Amsterdam en mede-oprichter van het Nederlandsch (Christelijk) Werkliedenverbond Patrimonium.
- Polderweg - grenzend aan een polderachtig landschap aan de oostzijde van Veenendaal.
- Van de Polerf - Wouter van de Pol (1929-1945) kwam om het leven bij een explosie in De Klomp.
- Van de Pollstraat - H. van de Poll, burgemeester van Veenendaal.
- Pollux - sterrenbeeld
- Polselaan - veldnaam De Pol
- Poolster - poolster
- Poortjesgoed - veldnaam
- H.K. Pootstraat - Hubert Korneliszoon Poot,  Nederlands dichter
- Populierenlaan - populier
- Paulus Potterstraat - Paulus Potter Nederlands schilder
- Prattenburglaan - landgoed Prattenburg
- Prattenburgscheweg - naar kasteel/landgoed Prattenburg
- Prauw - prauw, scheepstype
- Prins Bernhardlaan - Prins der Nederlanden.
- Prins Clauslaan - Claus von Amsberg, huwdeprinses Beatrix der Nederlanden.
- Prins Hendrikstraat - Hendrik Wladimir Albrecht Ernst, vader van prinses Juliana.
- Prins Willem-Alexanderpark -
- Prinsesselaan -
- Produktiestraat - vervaardiging goederen.
- Pronkmos - pronkmos
- Prunus - prunus
- Punter - in veenstreken veel gebruikt open vaartuig met een vlakke bodem.
- Puntmos - mossoort

## R
- Raadhuisplein - gemeentehuis
- Raadhuisstraat -
- Raaigras - raaigras
- Rauweveldseweg - veldnaam
- Ravelijn - ravelijn
- Ravelstraat - Maurice Joseph Ravel, Frans componist
- Van Ravenswaaij-erf - Maria van Ravenswaaij (1935-1944) werd, waarschijnlijk bij vergissing, te Veenendaal doodgeschoten.
- Rebergenhof - Hendrikus Rebergen (1925-1946) kwam om het leven tijdens zijn uitzending naar Nederlands Oost-Indië.
- Rederijkers - Rederijker
- De Reede - ankerplaats
- Regentesselaan - waarneemster van het koninklijk gezag
- Regge - riviertje in Overijssel.
- Reling - leuning van een schip
- Rembrandtlaan - Rembrandt van Rhijn, Nederlands schilder
- Rembrandtpark -
- Remise - versterkte bergplaats voor geschut en (munitie)wagens.
- Ridderzwam - ridderzwam
- Van ’t Rieterf - Albert van ’t Riet (1913-1945) kwam in het Duitse concentratiekamp Wöbbelin om het leven.
- De Riethoek - veldnaam
- Rietweg -
- Rietzanger - rietzanger
- P.H. van Rijnstraat - vorige eigenaar van deze grond
- Rijsenburg - ridderhofstad Rijssenburg bij Driebergen.
- Rijweg -
- Rimpelmos - rimpelmos
- Ritmeesterlaan - De Gebr. van Schuppen Ritmeester Sigarenfabrieken te Veenendaal
- Robijnenbosweg -  perceel op het landgoed Prattenburg.
- Rode Kruispad - Internationale en Nationale Rode Kruis
- Jan Roeckplantsoen - Jan Roeck, aannemer van de nieuwe (Bisschop Davids-)grift en lid van het eerste veenraadschap, ± 1546
- De Roef - woondeel van een schip
- Roggeveld - stuk bouwland, waarop rogge wordt verbouwd.
- Roland Holstlaan - Henriëtte Goverdine Anna Roland Holst-van der Schalk, 1869 – 1952, Nederlands dichteres. en Adriaan Roland Holst, 1888 - 1976; Nederlands dichter
- Ronde Erf -
- Ronduutweg - veldnaam en dialectvorm van reduit: vluchtschans;
- Rondweg-oost - aan de oostkant van Veenendaal
- Rondweg-west
- Roodmus - roodmus
- Roodvalk - roodvalk
- Rossiniweg - Gioacchino Antonio Rossini, Italiaans componist
- Rottepad - mogelijk van rattenpad, of het rotte ofwel slechte pad. Mogelijk ook een verwijzing naar het roten van vlas.
- Rozenstraat - roos
- Petrus Paulus Rubensstraat - Petrus Paulus Rubens, Nederlands schilder
- Ruisseveen - de verveende gronden van de familie Ruijsch.
- Ruiterijweg - bereden groepen.
- Jacob van Ruysdaelstraat - Jacob van Ruysdael, Nederlands schilder

## S
- Sacharovstraat - Andrej Dmitrijewitsj Sacharov, Kernfysicus in de Sovjet-Unie en strijder voor de burgerrechten.
- Sadatstraat - Mohammed Anwar al-Sadat, president van Egypte
- J.G. Sandbrinkstraat - notaris J.G. Sandbrink woonde in het pand op de noordelijke hoek van de J.G. Sandbrinkstraat en de Kerkewijk.
- Sandenburg - Kasteel Sandenburg aan de Langbroekerwetering.
- Van Santenerf - Evert van Santen (1926-1945) kwam om het leven bij een explosie in De Klomp.
- Satijnzwam - satijnzwam
- De Savornin Lohmanstraat - Alexander F. de Savornin Lohman, Nederlands politicus.
- Schadijk - het geslacht van Schadijk
- Schaffelaar - het geslacht Van Schaffelaar
- De Schans - militaire versterking
- Scheepjeshof - Scheepjeswolfabriek.
- Scheepjeshofplein -
- De Schelf - opgestapelde hoop
- Schenkhorst - geslacht Schenkhorst
- Schietboom - boom bij schietwedstrijden of -oefeningen van het schuttersgilde
- Schimmelpenninckstraat - Rutger Jan Schimmelpenninck, Nederlands staatsman
- Schoener - vaartuig
- Mr. Dr. Schokkingstraat - Jan Schokking, Nederlands staatsman en theoloog.
- Schoolstraat -
- Gilbert van Schoonbekestraat - Gilbert van Schoonbeke, Antwerps industrieel, die steenbakkerijen bezat. Hij kreeg vergunning voor het winnen van turf in de Rhenense en de Amerongse Veenen.
- Schotheem - Teunis Schot (1914-1940) sneuvelde bij de inval van de Duitsers als militair in of bij Goes.
- De Schothoek - veldnaam in het huidige industrieterrein Nijverkamp.
- Schrijverspark - Schrijverswijk voor de afvoer van de turf. Geslachtsnaam Schrijver.
- Schubertweg - Franz Schubert Oostenrijks componist
- Schuldsteeg - mogelijk dat de particuliere huizen waren gebouwd met hypotheekschuld.
- Schumannstraat - Robert Schumann, Duitse componisten
- D.S. van Schuppenstraat - Dirk Steven van Schuppen, 1803 - 1855 was oprichter van de firma D.S. van Schuppen, de latere producent van de Scheepjeswol.
- De Schutterij - plaatselijk burgerkorps
- Albert Schweitzerstraat - Albert Schweitzer, Duits theoloog, filosoof, medicus en zendeling.
- Sibeliusstraat - Jean Sibelius, Fins componist
- Sirius - ster in het sterrenbeeld de Grote Hond
- Slagvink - slagvink
- Slaperdijk - slaperdijk achter de Grebbedijk, om te voorkomen dat de Gelderse Vallei tot bij Amersfoort overstroomt.
- Sloep - vaartuig
- Dr. Slotemaker de Bruïneplein - Jan R. Slotemaker de Bruïne, Nederlands staatsman en theoloog.
- De Smalle Zijde - veldnaam
- Smetanadreef - Bedřich Smetana, Tsjechisch componist
- Smidstraat - smederij
- De Snip - KLM-toestel van het type Fokker F-XVIII, met het registratieteken PH AIS
- Solkuillaan - De Solkuil is een uitgraving op het landgoed Prattenburg waarschijnlijk ontstaan door het delven van een vermoedelijk zoutachtige stof (sol of zout).
- Spaarne - riviertje in Noord-Holland.
- Spanjaardsgoed - veldnaam
- Sparrenlaan - boomsoort
- Speklappenbuurt - volksnaam voor de Julianastraat. Men dacht dat de eigenaren of bewoners de kosten van hun huis op hun eten moesten besparen. Speklappen waren in die tijd “goedkoop” vlees.
- Spiesheem - Christina van Engelenburg-Spies (1919-1945) kwam om het leven tijdens een beschieting van Veenendaal. Grada Hendrika Spies (1925-1945) kwam eveneens bij een beschieting van Veenendaal om het leven. Heinrich Herman Spies (1927-1945) werd in het zogenaamde spergebied bij Veenendaal geëxecuteerd.
- Spitsbergenweg - eiland Spitsbergen in de Noordelijke IJszee.
- De Splitting - veldnaam
- Spoorlaan - evenwijdig aan de spoorlijn Amersfoort – Kesteren.
- Sportlaan - naar de sportvelden
- Sprenkelaar - geslacht Sprenkelaar
- Stadhouderslaan -
- Standaardruiter - paardruiter die het vaandel, de standaard van het gilde meevoert.
- Staringlaan - Antony Christiaan Winand Staring, Nederlands dichter.
- State - state adellijk landhuis of slot
- Stationsplein -  station Veenendaal
- Stationssingel -
- Stationsstraat - vanuit het centrum naar het N.S.-station Veenendaal-De Klomp
- Jan Steenlaan - Jan Steen, Nederlands schilder
- Steenvalk - steenvalk
- De Sterke Arm -  “speelse verwijzing” naar het politiebureau op de hoek van die weg en het Boompjesgoed.
- Sterkenburg - Kasteel Sterkenburg aan de Langbroekerwetering;
- Sterremos - sterremos
- Sterrenschans - een verdedigingswerk ten oosten van Doornenburg
- Sterrenwacht -  gebouw om sterrenkundige waarnemingen te doen
- Stevenaak - vaartuig
- Kees Stipplein - Kees Stip (1913-2001) Veenendaals dichter die werd geboren op Nieuweweg 85
- Storkstraat - Charles Theodoor Stork, 1822 - 1895. grondlegger VMF-Stork te Hengelo.
- Stormzwaluw - stormzwaluw
- Strawinskyweg - Igor Strawinsky, Amerikaans componist van Russische afkomst.
- Stuivenbergheem - Marinus Stuivenberg (1921-1944) kwam als dwangarbeider in het Duitse Epshalm om het leven.
- Suikervat - gelijknamig pand in de Hoofdstraat, destijds eigendom van de firma Wed. L.N. van Essen.
- Bertha von Suttnerstraat - Bertha, barones von Suttner, geboren gravin Kinsky, kreeg in 1905 Nobelprijs voor de Vrede.
- Sweelinckdreef - Naar Jan Pietersz. Sweelinck, Nederlands organist en componist
- Synagogestraat - synagoge aan het Verlaat; in 1967 afgebroken.

## T
- Tabakslaan - tabaksplant
- Talmaplein - Aritius Sybrandus Talma, Nederlands politicus en theoloog.
- Talmastraat -
- Tarweveld - akker met tarwe
- Taxuslaan - taxus
- David Tenierslaan - David Teniers (de Jonge), Zuid-Nederlands schilder
- Gerard Terborchstraat - Gerard ter Borch (I), Nederlands schilder
- De Terp - terp
- Theeheuvellaan - hooggelegen plaats met theehuis op landgoed Prattenburg
- Jac.P. Thijsselaan - Jac. P. Thijsse, Nederlands bioloog
- Thoomesplein - Jan Gerhard Thoomes (1909-2004) was van 1936 tot 1975 hoofd van de Koningin Juliana School (lagere school, ULO en Handelsavondschool). Schreef ter gelegenheid van het vermeende 400-jarig bestaan van Veenendaal in 1949 het boek Vier eeuwen Veenendaal. Gepromoveerd in de theologie. Preekte regelmatig in Sola Fide. Was voorzitter van de Christelijke Leeszaal en medeoprichter van de Openbare Bibliotheek. Daarnaast was hij voorzitter van het bestuur van de Volksuniversiteit en werkte mee aan het Cursussenproject "Veenendaal maakt Veenendaal wijzer". Ontving samen met zijn vrouw in 1982 de Yad Vashem-onderscheiding voor hun optreden als onderduikouder voor een Joods meisje tijdens de Tweede Wereldoorlog.
- Thorbeckesingel - Jan Rudolf Thorbecke, Nederlands liberaal staatsman. met een groot aandeel in de totstandkoming van de Grondwet van 1848.
- De Tinneweide - veldnaam in het natuurreservaat De Blauwe Hel en het industrieterrein Nijverkamp.
- Tjalk - tjalk
- Tolweg - naar de in de Kerkewijk gelegen tol.
- Torenvalk - torenvalk
- Transformatorstraat - transformator
- Traverse - een dwars op de hoofdwal staande wal van een vesting; Dichtbij lag  een fort aan de Buursteeg en De Batterijen.
- Trekvalk - andere naam voor slechtvalk
- Trommelaar - sierduivensoort
- Tubantia - oude naam voor Twente
- De Tuimelaar - een sierduivensoort.
- Tuinfluiter - tuinfluiter
- Tuinstraat - grensde aan de tuinen van de woningen aan de oostkant van de Hoofdstraat.
- Turbinestraat - turbine
- Turfschip - voor het vervoer van turf
- Margaretha Turnorlaan - Margaretha Turnor, 1613 - 1700. Zij was gehuwd met Godaerd Adriaan van Reede, heer van Amerongen, 1621 - 1691. Zij leidde de herbouw van het verwoeste kasteel Amerongen.
- Tweespan - twee paarden of andere trekdieren voor een wagen.

## U
- Uilenbosweg - stuk bos op het landgoed Prattenburg
- Uitweg - oude naam voor de huidige Schoolstraat
- Uiverstraat - Uiver, een Douglas DC-2 KLM-toestel dat meedeed aan de luchtrace London – Melbourne
- Joop den Uylhof - Joop den Uijl, politiek leider van de Partij van de Arbeid en van 1973 tot 1977 minister president van Nederland.
- Rik Valkenburgstraat - Rik Valkenburg (1923-1994) schreef bijna honderd boeken over onder meer Veenendaal

## V
- Valleistraat - Gelderse Vallei
- Valreep - het langs de scheepswand afhangende touw (reep) met knopen om van of aan boord te komen.
- Varenmos - varenmos
- Vedergras - vedergras
- Veenmos - veenmos
- Veenslag - veldnaam
- Van Veldekelaan - Henric van Veldeke, 1130 - 1189. de oudstbekende Nederlandse dichter;
- Veldmuislaan veldmuis
- Veldweg -
- Van Velthuizenerf - Gerard van Velthuizen (1923-1945) kwam als dwangarbeider in het Duitse Weener an der Ems door een bomexplosie om het leven.
- Vendelier - vaandeldrager en soms vendelzwaaier van een (schutters)gilde.
- Vendelseweg - verbastering van de oorspronkelijke heuvel het Groote Veenloo.
- Verbindingsweg - tussen de P.H. van Rijn- en de De Savornin Lohmanstraat
- Verdipad - Giuseppe Verdi, Italiaans componist
- Verlaat verlaat, uitwateringssluis, die het water uit het noorden (Boveneind) en het westen (‘t Zand, Veltgensgraaf, Kerkewijk) te loosde in de richting van het zuiden, de Greb en uiteindelijk de Rijn.
- Verlengde Spoorlaan -
- Verlengde Sportlaan -
- Jan Vermeerstraat - Johannes Vermeer, Nederlands schilder
- Ververij - een afdeling van de Veenendaalsche Stoomspinnerij en Weverij N.V.
- Verwierdelaan - een stuk grond langs de Schapendrift op het landgoed Prattenburg. Genoemd naar een persoonsnaam
- Vijftien Morgen - veldnaam van waarschijnlijk vijftien morgen groot.
- Vijgendam - afgeleid van de (familie)naam Vijg(h).
- Vingergras - vingergras
- Dr. de Visserstraat - Johannes Th. de Visser, Nederlands politicus en predikant.
- Vivaldistraat - Antonio Vivaldi, Venetiaans componist
- Vliegezwam - vliegenzwam
- Vlierbes - vlier
- Vlindertuin - chirurgijnsgeslacht
- Vondellaan - Joost van den Vondel, Nederlands dichter en schrijver
- ‘t Voorhuis - het woongedeelte van een boerderij
- Voorpoort - Houdt hier verband met het nabijgelegen fort aan de Buurtsteeg en De Batterijen.
- Vossebes - vossenbes
- Vrekenhorst - Veenendaals geslacht
- Vrijheem - Hartog Vrij (1939-1944), zoon van Veronica Vrij-Krant, kwam om in het Duitse vernietigingskamp Auschwitz
- Vuurslag - stuk staal waarmee vonken uit een vuursteen werden geslagen
- Vuurvlinderronde - soort vlinder

## W
- Waardgelder - een door steden of gilden in tijdelijke dienst en tegen beloning (“Wartgelt”) aangenomen krijgsman.
- Wageningselaan - richting Wageningen
- Wagnerpad - Richard Wagner, Duits componist
- Walenburg - kasteel Walenburg aan de Langbroekerwetering
- Warendorp - geslachtsaam Van Warendorp
- Waterman - sterrenbeeld
- Waterschans - verdedigingswerk bij Bergen op Zoom (Noord-Brabant) aan de Oosterschelde.
- Waterzwaluw - waterzwaluw
- Wederik - wederik
- Weegbree - plantensoort weegbree
- Van de Weerterf - Evert van de Weert (1923-1945) kwam om in het Duitse concentratiekamp Bergen-Belsen
- Wespeorchis - wespenorchis
- Westersingel - ten westen van de gesloten bebouwing van de wijken De Geer en Franse Gat;
- Weverij - voormalige Veenendaalsche Stoomspinnerij en Weverij N.V.(V.S.W.)
- Weversstraat -beroep wever
- Wezellaan - wezel, marterachtige
- De Wiekslag - de vleugelslag van een vogel;
- Wierickerschans - een verdedigingswerk ten oosten van Bodegraven, waar de Enkele en de Dubbele Wiericke in de Oude Rijn uitmonden.
- Wijenburg - een 16e-eeuws adelmanshuis in Echteld (Betuwe).
- Wildeman - de tijdens de feestelijke omgang van een schuttersgilde meegedragen afbeelding van een met een knots gewapende naakte reus.
- Wilhelminastraat - Wilhelmina Helena Pauline Maria, prinses van Oranje-Nassau, 1880 - 1962.
- Wiltonstraat - John Henry Wilton, 1869 - 1934. Zijn Wilton's Machinefabriek en Scheepswerf fuseerde in 1929 met de Maatschappij voor Scheeps- en Werktuigbouw Fijenoord, waardoor de N.V. Dok- en Werfmaatschappij Wilton-Fijenoord ontstond. Mede-oprichter van de Koninklijke Nederlandsche Hoogovens en Staalfabrieken N.V.
- De Wimpel - scheepsvaan
- Windas - scheepstakel
- Betje Wolfflaan - Betje Wolff, Nederlands schrijfster en dichteres.
- Wolweg - langs de voormalige “Hollandia” Wol- en Kousenfabriek van de Gebroeders Van Leeuwen. Tevens verwijzing naar het grote aantal wolfabrieken in Veenendaal (Scheepjeswolfabriek, de Frisia Wolspinnerij, de Leidsche Wolspinnerij of Newo en Neveda en de wolfabriek van Feitz jr.)

## Z
- Zandheuvelweg - De Heuveltjes of Zandheuveltjes op het landgoed Prattenburg
- Zandstraat - zandrug of zanderig gedeelte dat moest worden uitgegraven bij het aanleggen van de Grift.
- Zebravink -
- Zeelandia - verlatijnste naam van de provincie Zeeland
- Zeezwaluw - grote stern
- Zijdemos - zijdemos
- Zijdevlinderhoek - zijdevlinder
- Zilvermos - zilvermos
- Zoete Inval - speelse verwijzing naar de bakkerijfabriek van de firma Van Kooten
- Zonnebloemstraat - zonnebloem
- Zonnewijzer - zonnewijzer
- Zuiderkruis - sterrenbeeld
- Hubert van Zuilenweg - Hubert van Zuilen was een van de aannemers van de oude (Bisschop Davids-)grift, ± 1475.
- Zuivelstraat - Veenendaalse Melkinrichting en Zuivelfabriek (Vemiez).
- ’t Zure Eind - zure bodem van het Benedeneind.
- Zuylenburg - De ridderhofstad Zuilenburg aan de Langbroekerwetering
- Zwaaiplein - Om het keren van de schepen mogelijk te maken bij het Verlaat werd een zwaaikom aangelegd.
- Zwarteweg - mogelijk naar donkere, dichte bebossing
- Willem de Zwijgerstraat - Willem van Oranje